# L'Éventail de Lady Windermere
Pour les articles homonymes, voir L'Éventail de Lady Windermere (homonymie) et Éventail (homonymie).
L'Éventail de Lady Windermere (Lady Windermere's Fan) est une pièce de théâtre en quatre actes d'Oscar Wilde, créée  le 20 février 1892 au St James's Theatre (en) de Londres, publiée en 1893. Comme beaucoup des comédies d'Oscar Wilde, c'est une satire acerbe de la société victorienne, de sa morale, de ses codes, et plus particulièrement du mariage.

## Résumé
L'Éventail de Lady Windermere, qui a pour sous-titre Une pièce sur une femme vertueuse (A Play About a Good Woman), raconte deux jours de la vie d'un couple d'aristocrates durant l'époque victorienne en Angleterre. Lady Windermere, jeune femme tout juste adulte (la pièce commence le jour de l'anniversaire de ses 21 ans), aux principes moraux rigides et stricts, et son mari, Lord Windermere, homme calme et généreux, très attaché à son épouse, sont confrontés à une femme entre deux âges d'une grande beauté, Mrs Erlynne, réputée amorale. 
Wilde souligne particulièrement les normes rigides de la société victorienne, et met en question  le mariage et le sens communément accordé au bien et au mal.

### Acte I
La première scène relate sa discussion avec un jeune aristocrate, Lord Darlington. À son jeu de séduction, on comprend que ce jeune homme cynique et anticonformiste éprouve des sentiments pour Lady Windermere. Celle-ci repousse ses flatteries par souci de moralité et de fidélité vis-à-vis de son époux. Lord Darlington prend congé, entre alors la duchesse de Berwick. Lady Windermere apprend de la bouche de la duchesse de Berwick que son époux Arthur Windermere aurait eu une liaison avec une femme du nom de Mrs Erlynne. Lady Windermere qui ne peut croire les dires de la duchesse ouvre par effraction (une femme n'ayant pas légalement le droit à cette époque de s'ingérer dans les affaires de son mari) le carnet de banque de son époux et découvre qu'en effet, ce dernier a dépensé de grandes sommes d'argent pour une certaine Mrs Erlynne. Son époux entre alors sur scène et surprend sa femme. Il tente de lui expliquer que Mrs Erlynne est en fait une femme tombée en disgrâce il y a de cela des années à cause d'un scandale. Désormais repentante, cette femme voudrait réintégrer la société victorienne et pour ce faire, elle doit être invitée par une femme vertueuse. Lord Windermere supplie son épouse de bien vouloir aider Mrs Erlynne, mais cette dernière, aveuglée par la colère ne l'écoute pas. Il parvient finalement à lui écrire une invitation. L'acte I se termine sur les paroles mystérieuses de Lord Windermere à propos de la véritable relation qui unit les deux femmes.

### Acte II
L'acte II débute sur le bal où évoluent de nombreux personnages, en particulier la duchesse de Berwick, sa fille Agatha et l'un des prétendants de cette dernière, un homme nommé Hopper. Bientôt, l'un des amis de Lord Windermere, Lord Augustus lui demande lui aussi des comptes à propos de la dénommée Erlynne. Il s'avèrera en fait que Lord Augustus souhaite épouser Mrs Erlynne. Lord Windermere lui répond froidement qu'il n'existe rien d'intime entre lui et Mrs Erlynne. Apparaissent alors d'autres amis de Lord Windermere, Dumby et Cecil Graham ainsi que Lord Darlington. Quelques instants plus tard, c'est Mrs Erlynne elle-même qui entre en scène. Rouge de colère, Lady Windermere n'ose pas cependant critiquer ouvertement la jeune femme de peur qu'un scandale éclate sous son toit. Désespérée, elle sort sur la terrasse avec Lord Darlington. Ce dernier lui déclare ouvertement sa flamme. Après une courte discussion, Lady Windermere le repousse une nouvelle fois et il quitte la maison de Lord et Lady Windermere. Prise de remords quant à sa décision, Lady Windermere s'enfuit finalement de chez elle pour rejoindre Lord Darlington, blessée de l'infidélité de son mari. Elle ne laisse qu'une lettre adressée à son époux dans laquelle elle lui annonce son départ. C'est Mrs Erlynne cependant qui tombera sur la missive et l'ouvrira. Dans son monologue, on apprend qu'elle est en fait la mère de Lady Windermere (ce qui par la même occasion lave Lord Windermere de toute suspicion d'adultère) et qu'elle a elle-même quitté le père de Lady Windermere pour s'enfuir avec son amant. C'est ce scandale qui a été à l'origine de sa disgrâce. Prise d'un élan d'amour maternel, elle part à la poursuite de sa fille pour lui faire entendre raison.

### Acte III
Au début de l'Acte III Lady Windermere est chez Lord Darlington (qui n'est pas encore rentré) et elle exprime ses doutes quant à son attitude dans un bref monologue. Elle est interrompue par l'entrée de sa mère. S'ensuit un bref affrontement où Mrs Erlynne raconte les souffrances qu'elle a dû endurer à cause de son attitude irréfléchie. Malgré tout, sa fille demeure sourde à ses suppliques et réfute chacun de ses arguments, sans perdre une occasion de lui montrer sa haine. Mrs Erlynne persévère néanmoins et finit par convaincre Lady Windermere de revenir vers son époux. Malheureusement, alors que les deux femmes tentaient de quitter la maison, elles sont surprises par des voix masculines entrant dans la pièce. Elles se cachent derrière un rideau et écoutent sans bruit. Les cinq hommes précédemment cités (Lord Darlington, Lord Augustus, Lord Windermere, Dumby et Cecil Graham) entrent dans la pièce et bavardent. Ils évoquent le sujet de Mrs Erlynne notamment, ainsi que celui du mariage en général. Alors que Lord Windermere voulait rentrer chez lui, Cecil Graham trouve l'éventail de Lady Windermere, qu'elle a oublié sur la table (l'éventail en question avait été offert, au début de la pièce, par Lord Windermere à sa femme en guise de cadeau d'anniversaire pour ses 21 ans). Mrs Erlynne, qui sort de derrière le rideau, prétend que l'éventail est le sien, qu'elle l'a emprunté par inadvertance à Lady Windermere. Ce faisant, elle sacrifie sa propre réputation car la seule raison qui puisse justifier la présence d'une femme seule dans les appartements d'un homme serait une liaison avec cet homme. Elle épargne ainsi la réputation de Lady Windermere qui aurait été la risée de toute la société victorienne sans cet acte courageux. Lord Augustus et Lord Windermere qui croyaient tous deux en la vertu de Mrs Erlynne sont choqués par ce qu'ils prennent pour un manque de moralité (ils croient en fait tous deux qu'elle est ici, car elle a une relation avec Lord Darlington).

### Acte IV
L'acte IV qui clôt la pièce se déroule chez Lord et Lady Windermere. Lord Windermere ne se doute pas que sa femme a failli le quitter pour de bon la nuit précédente, mais cette dernière est sur le point de lui avouer la vérité (à savoir que Mrs Erlynne est réellement une femme de vertu et que c'est elle qui avait failli avoir une liaison avec Lord Darlington). Entre Mrs Erlynne qui vient leur faire ses adieux. Sa réputation ruinée, elle doit quitter l'Angleterre et désire avant de partir une photographie de sa fille (celle-ci ignorant toujours que Mrs Erlynne est sa mère). Lady Windermere quitte la pièce, Lord Windermere reproche alors à Mrs Erlynne sa conduite de la veille. Celle-ci ne révèle pas la vérité quant à sa présence chez Lord Darlington, préservant une nouvelle fois la réputation de sa fille au détriment de la sienne. Lady Windermere revient, et c'est à présent Lord Windermere qui quitte la pièce afin de voir si la voiture de Mrs Erlynne est arrivée. En son absence, sa femme remercie chaleureusement Mrs Erlynne. Cette dernière lui fait promettre de garder secrète sa tentative de fuite. Lord Windermere regagne la pièce. Lady Windermere raconte en quelques mots comment son père est mort le cœur brisé après que sa mère (Mrs Erlynne, bien que sa fille, Lady Windermere, ne le sache toujours pas) l'ait quitté. Affectée par la nouvelle, Mrs Erlynne n'en laisse rien paraître et quitte le couple. Comme elle sort de chez les Windermere, elle rencontre Lord Augustus et parvient par une véritable pirouette verbale à regagner les faveurs de ce dernier. La pièce s'achève sur l'annonce que fait Lord Augustus qu'il va épouser Mrs Erlynne et quitter l'Angleterre avec elle. La réputation des époux Windermere est intacte ; Mrs Erlynne quant à elle n'a pas tout perdu non plus, puisque Lord Augustus a accepté de l'épouser. Demeureront secrètes la brève escapade de Lady Windermere, ainsi que la véritable identité de Mrs. Erlynne.

## Adaptations

### Théâtre
- 1909 : Adaptation de Remon et Chalençon, création le 7 mai, au théâtre des Arts, avec Suzanne Avril, et Emmy Lynn[1],[2].
- 2006 : L'Éventail de Lady Windermere, Théâtre 14 Jean-Marie Serreau, Théâtre des Bouffes Parisiens, mise en scène Sébastien Azzopardi, nouvelle adaptation française de Pierre Laville, avec Geneviève Casile, Elisa Sergent, Jean-Philippe Bèche, Jean-François Guilliet, Marie-France Santon. nomination Meilleur spectacle théâtre public Molières 2007, nomination Meilleure adaptation Molières 2007, nomination Meilleure comédienne Molières 2007 : Geneviève Casile, nomination Meilleure comédienne second rôle Molières 2007 : Marie-France Santon, nomination Meilleur comédien second rôle Molières 2007 : Jean-François Guilliet.
- 2016 : L'Éventail de Lady Windermere, Théâtre Tête d'or, mise en scène de Jean-Luc Revol. Avec Alessandra Martines, Olivier Breitman, Julie Cavanna, Arnaud Denissel, Eric Guého,  Vincent Talon, Anny Vogel.

### Cinéma
- 1916 : Lady Windermere's Fan de Fred Paul
- 1925 : L'Éventail de Lady Windermere (Lady Windermere's Fan) de Ernst Lubitsch
- 1935 : Lady Windermeres Fächer (L'Éventail de Lady Windermere) de Heinz Hilpert avec Lil Dagover
- 1948 : Historia de una mala mujer de Luis Saslavsky, avec Dolores del Rio
- 1949 : L'Éventail de Lady Windermere (The Fan) de Otto Preminger avec Madeleine Carroll
- 1961 : L'Éventail de Lady Windermere, téléfilm de François Gir avec Nadia Gray
- 2004 : L'Éventail de Lady Windermere (A Good Woman) de Mike Barker avec Helen Hunt

### Comédie musicale
- 1954, After the Ball, comédie musicale de Noël Coward, Globe Theatre, London’s West End (Gielgud Theatre).